# 布列塔尼地区拉博斯
布列塔尼地区拉博斯（法語：La Bosse-de-Bretagne，法語發音：[la bɔs də bʁətaɲ]）是法国伊勒-维莱讷省的一个市镇，位于该省南部，属于勒东区。

## 地理
布列塔尼地区拉博斯（47°52'10"N, 1°35'56"W）面积10.21 平方千米，位于法国布列塔尼大區伊勒-维莱讷省，该省份为法国西北部沿海省份，位于布列塔尼半岛东部，北濒大西洋，西接阿摩尔滨海省和莫尔比昂省，南至大西洋卢瓦尔省，西南端接曼恩-卢瓦尔省，东临马耶讷省，东北与芒什省接壤。
与布列塔尼地区拉博斯接壤的市镇（或旧市镇、城区）包括：布列塔尼地区勒塞勒、布列塔尼地区班、拉梅地区埃尔塞、拉勒、庞塞、特雷伯夫。

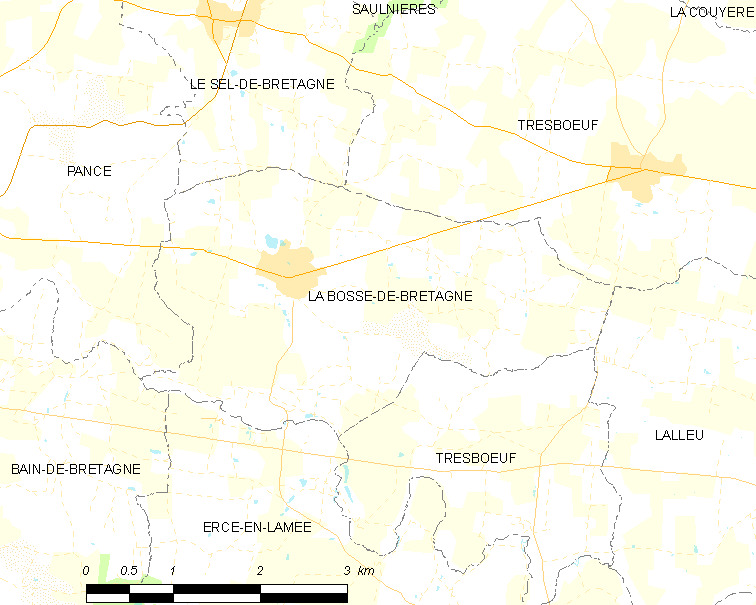
布列塔尼地区拉博斯的OSM定位图

布列塔尼地区拉博斯的时区为UTC+01:00、UTC+02:00（夏令时）。

## 行政
布列塔尼地区拉博斯的邮政编码为35320，INSEE市镇编码为35030。

## 政治
布列塔尼地区拉博斯所属的省级选区为布列塔尼地区班县。

## 人口

1962-2008年间布列塔尼地区拉博斯人口变化图示

布列塔尼地区拉博斯于2022年1月1日时的人口数量为691人。